# Clovia nigrifrons
Clovia nigrifrons är en insektsart som beskrevs av Schmidt 1928. Clovia nigrifrons ingår i släktet Clovia och familjen spottstritar. Inga underarter finns listade i Catalogue of Life.